# Steve Nash
Stephen John "Steve" Nash (født 7. februar 1974, i Johannesburg, Sydafrika) er en canadisk basketballspiller, der spillede som point guard i NBA.
Nash spillede på klubplan for henholdsvis Phoenix Suns, Dallas Mavericks og Los Angeles Lakers i en karriere, der i alt strakte sig over 20 år (1996-2015). Længst tid (10 sæsoner) tilbragte han hos Phoenix, og det var her at han to gange, i 2005 og 2006, blev kåret til ligaens mest værdifulde spiller (MVP). Han blev desuden hele otte gange (2002, 2003, 2005, 2006, 2007, 2008, 2010 og 2012) udtaget til NBA All-Star Game, en hædersbevisning for ligaens bedste spillere. 
Med Canadas landshold deltog Nash ved OL 2000 i Sydney, Australien.
I 2018 blev Nash optaget i Naismith Memorial Basketball Hall of Fame.